# یوریپیک
یوریپیک یک آب‌سنگ حلقوی از سه آبخوست باختری جزایر کارولین در اقیانوس آرام است. این آب‌سنگ حلقوی، یک منطقه شهرداری در ایالت یاپ، ایالات فدرال میکرونزی نیز هست. مساحت کلی آن تنها ۲۳٫۶ جریب فرنگی (۹٫۶ هکتار) یا ۰٫۲۳۶ کیلومتر مربع (۰٫۰۹۱ مایل مربع) است. اما با این مساحت کم، یک تالاب داخلی به مساحت ۵٫۹۲۱ کیلومتر مربع (۲٫۲۸۶ مایل مربع) را در بر می‌گیرد. به خاطر وزش نسیم از جنوب باختر، در دو طرف آب‌سنگ حلقوی، موج‌شکن وجود دارد. همه آبخوست‌های یوریپیک از درخت‌های نارگیل پر شده‌اند. در گذشته، پنج آبخوست در یوریپیک وجود داشت اما در سال‌های پایانی دهه ۱۹۷۰ (میلادی)، دو آبخوست بر اثر موج‌های طوفان شسته شدند. آب‌سنگ حلقوی یوریپیک در فاصله ۱۰۸ کیلومتر (۶۷ مایل) جنوب باختری آب‌سنگ حلقوی ولئای قرار دارد.
جمعیت آب‌سنگ حلقوی یوریپیک در سال ۲۰۰۰، ۱۱۲ نفر بود. بسیاری از مردم یوریپیک معمولاً برای کار موقت به آبخوست اصلی یاپ می‌روند.

## تاریخ
در ۱۸۹۹ امپراتوری استعماری آلمان، بر همه آبخوست‌های جزایر کارولین ادعای مالکیت کرد. پس از جنگ جهانی اول، این آبخوست‌ها به کنترل امپراتوری استعماری ژاپن در آمدند. پس از جنگ جهانی دوم، ایالات متحده آمریکا کنترل این آبخوست‌ها را به عهده گرفت. از ۱۹۴۷ آب‌سنگ حلقوی یوریپیک به عنوان بخشی از قلمرو تراست جزایر اقیانوس آرام مدیریت شد و در ۱۹۷۹ بخشی از ایالات فدرال میکرونزی شد.